# دورادینا (ماتو گروسو دو سول)
دورادینا (به پرتغالی: Douradina) یک منطقهٔ مسکونی در برزیل است که در ماتوگروسو جنوبی واقع شده‌است. دورادینا ۲۸۱ کیلومتر مربع مساحت و ۵٬۹۷۵ نفر جمعیت دارد و ۵۵۳ متر بالاتر از سطح دریا واقع شده‌است.